# Ferdinand, hertig av Genua
Ferdinand, hertig av Genua Maria Alberto Amedeo Filiberto Vincenzo, född 15 november 1822 i Florens, död 10 februari 1855 i Turin, var en sardinsk prins, yngre son till Karl Albert av Sardinien (1798–1849) och Maria Theresa av Österrike-Toscana.

## Biografi
Ferdinand gifte sig 1850 i Dresden med Elisabeth av Sachsen (1830–1912), dotter till kung Johan I av Sachsen.

## Barn
- Margherita av Savojen Maria Teresa Giovanna (1851–1926); gift 1868 med sin kusin Umberto I av Italien (1844–1900).
- Tommaso Alberto Vittorio, hertig av Genua (1854–1931); gift med Marie Elisabeth av Bayern (1863–1924).